# Valtteri Bottas
Valtteri Viktor Bottas (Nastola, 28 agosto 1989) è un pilota automobilistico finlandese.
Ha debuttato in Formula 1 nel 2013 con la Williams ed è passato nel 2017 alla Mercedes, con la quale ha vinto 10 gare ed è stato vicecampione del mondo nel 2019 e 2020. Dal 2022 al 2023 è stato un pilota dell'Alfa Romeo, precedente denominazione dell'attuale Sauber, con la quale ha corso nel 2024. Dal 2025 è pilota di riserva per la Mercedes e per la McLaren.
È soprannominato Woodman ("Il boscaiolo") per via delle sue origini nordiche. Il suo numero di gara è il 77.

## Carriera

### Gli esordi
Fino al 2006, Bottas milita in vari campionati finlandesi, vincendo nel 2004 il campionato finlandese ICA Junior. Nel 2007 compete nella britannica Formula Renault 2.0 Winter Series, riportando tre vittorie e un secondo posto nelle quattro gare in programma. Questi risultati lo avrebbero reso vincitore del campionato, ma non essendo in possesso della licenza della Motor Sports Association per partecipare ai campionati motoristici del Regno Unito non gli vengono assegnati punti. Nel 2008 ha vinto la Formula Renault Eurocup.
Passato a correre nel 2009 per il team ART Grand Prix in Formula 3 Euroseries, pur non vincendo alcuna gara, è arrivato terzo in campionato, conquistando anche due pole position. Nel 2010 è diventato terzo pilota della Williams e ha corso nuovamente in F3 Euro Series, chiudendo al terzo posto finale con due vittorie all'attivo.
Nel 2011 è passato alla GP3 Series sempre con la ART. Dopo un inizio di campionato deludente, dovuto per lo più a problemi nella ricerca dell'assetto ideale, riesce a imporsi in quattro gare e a vincere il titolo piloti.
Nel 2012 Bottas fa il suo debutto in una competizione ufficiale di Formula 1, sostituendo il titolare Bruno Senna nella prima sessione di prove libere in quindici dei venti Gran Premi stagionali. A fine stagione viene promosso titolare a scapito proprio del brasiliano, venendo affiancato a Pastor Maldonado per la stagione 2013.

### Formula 1

#### Il debutto con la Williams (2013-2016)

##### 2013

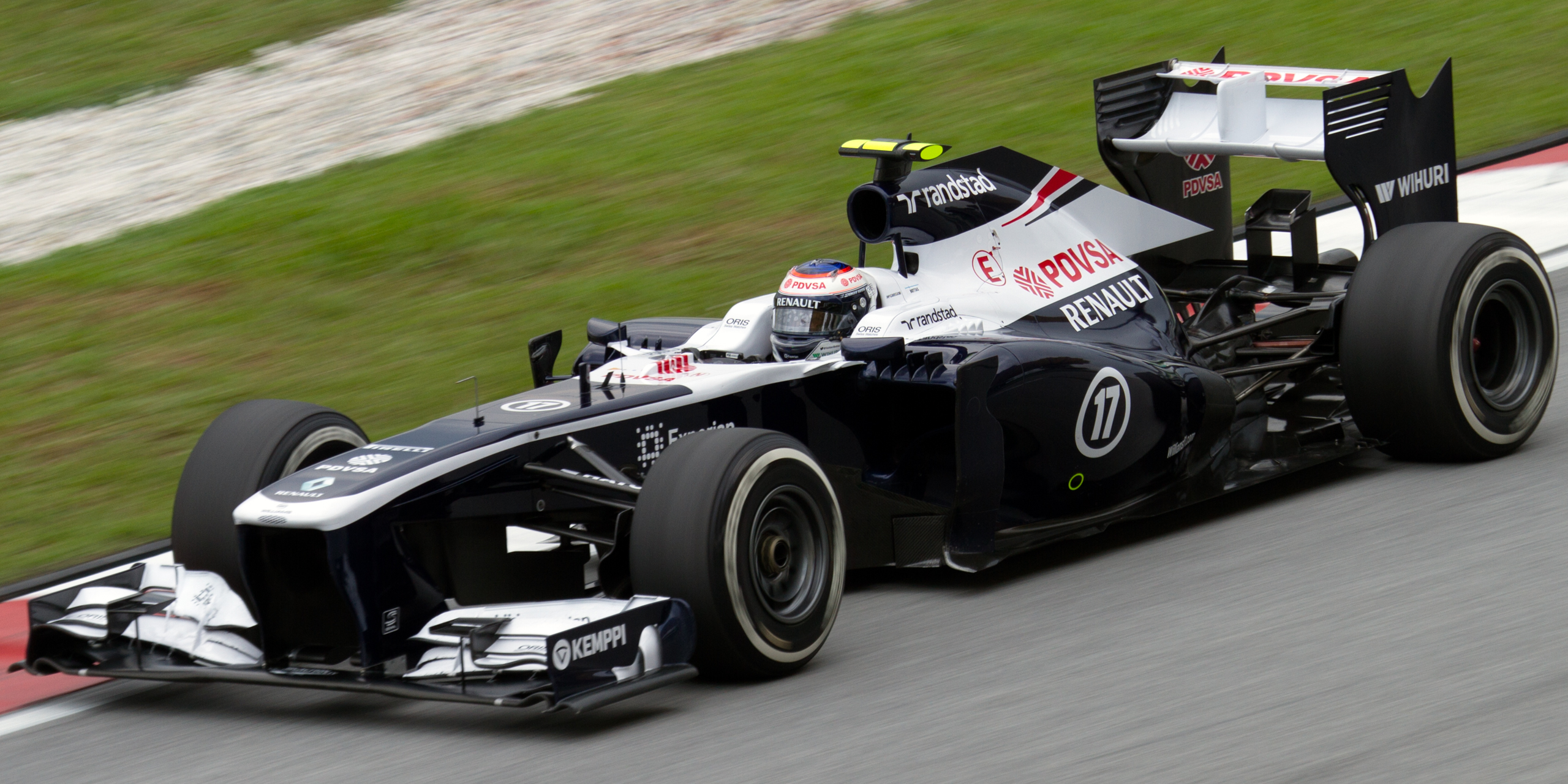
Bottas alla guida della sua vettura nel corso della seconda sessione di prove libere del Gran Premio della Malesia 2013.

Bottas ha un debutto difficile in Formula 1, in gran parte a causa della scarsa competitività della sua FW35. Nelle prime gare della stagione il pilota finlandese riesce sempre a giungere al traguardo, reggendo il confronto con il più esperto compagno di squadra, ma rimanendo sempre confinato nella seconda metà del gruppo. Si mette in luce nelle qualifiche del Gran Premio del Canada, disputate su pista bagnata: il finlandese riesce a entrare per la prima volta nel gruppo dei primi dieci, cogliendo un sorprendente terzo posto. La gara viene, però, disputata in condizioni di asciutto, nelle quali la vettura si dimostra ancora una volta poco competitiva, e Bottas taglia il traguardo addirittura quattordicesimo, fuori dalla zona punti.
Nel prosieguo della stagione il pilota finlandese continua a giungere al traguardo fuori dalla zona punti, con l'eccezione di un ritiro per problemi meccanici nel Gran Premio d'Ungheria. Conquista i primi punti in carriera solo nella penultima gara del campionato, il Gran Premio degli Stati Uniti, nel quale giunge ottavo al traguardo dopo essere scattato dalla nona posizione. Bottas chiude quindi il campionato in diciassettesima posizione, con quattro punti.

##### 2014

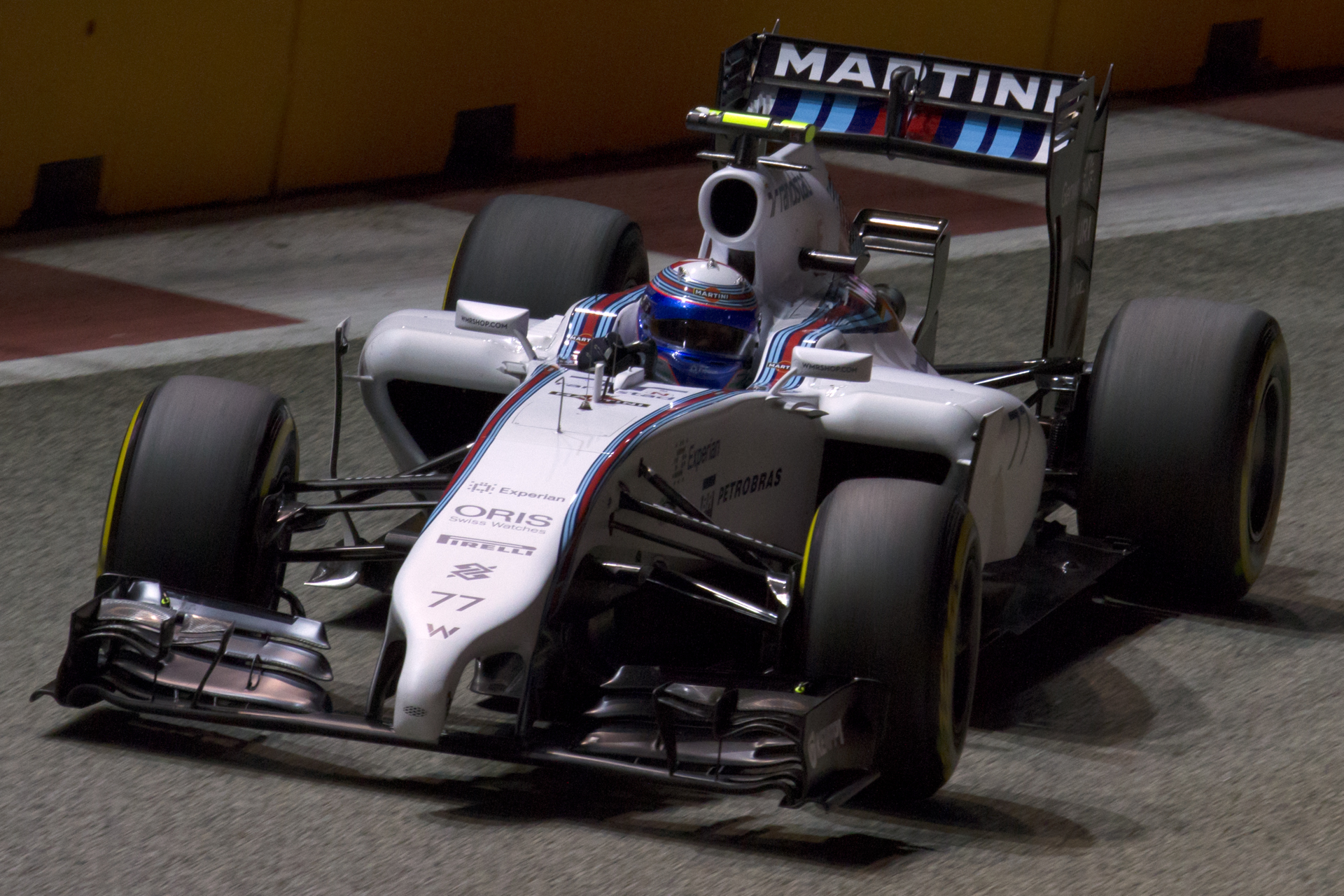
Bottas a Singapore nel 2014.

La stagione seguente inizia in modo migliore, con la nuova Williams FW36 motorizzata Mercedes che si rivela nettamente più competitiva della vettura precedente. Nel Gran Premio d'apertura Bottas conquista il suo miglior risultato in carriera, tagliando il traguardo in sesta posizione e venendo poi promosso al quinto posto per la squalifica di Daniel Ricciardo. Il pilota finlandese coglie punti anche nelle tre gare seguenti, ottenendo un settimo e due ottavi posti. Ripete poi il suo miglior piazzamento in Spagna, dove giunge quinto. A Monaco invece è costretto al ritiro.
In Canada Bottas si qualifica in quarta posizione, ma in gara deve accontentarsi del settimo posto, dopo essere stato rallentato da problemi tecnici nella seconda metà della corsa. Nel successivo Gran Premio d'Austria, invece, il pilota finlandese conquista il primo podio in carriera, tagliando il traguardo in terza posizione dopo essere scattato dalla prima fila. Nel Gran Premio di Gran Bretagna ottiene il suo miglior risultato in carriera con un secondo posto, risultato bissato nel successivo Gran Premio di Germania. In Belgio ottiene il suo quarto podio, concludendo la gara in terza posizione dopo aver sorpassato nelle ultime tornate il connazionale Kimi Räikkönen.
Nel Gran Premio di Russia Bottas ottiene il quinto podio stagionale, facendo anche segnare il primo giro veloce in carriera. Dopo due piazzamenti a punti negli Stati Uniti e in Brasile, Bottas chiude la stagione con un altro podio, tagliando il traguardo al terzo posto nel Gran Premio di Abu Dhabi. Il pilota finlandese si piazza al quarto posto nella classifica generale, con 186 punti.

##### 2015

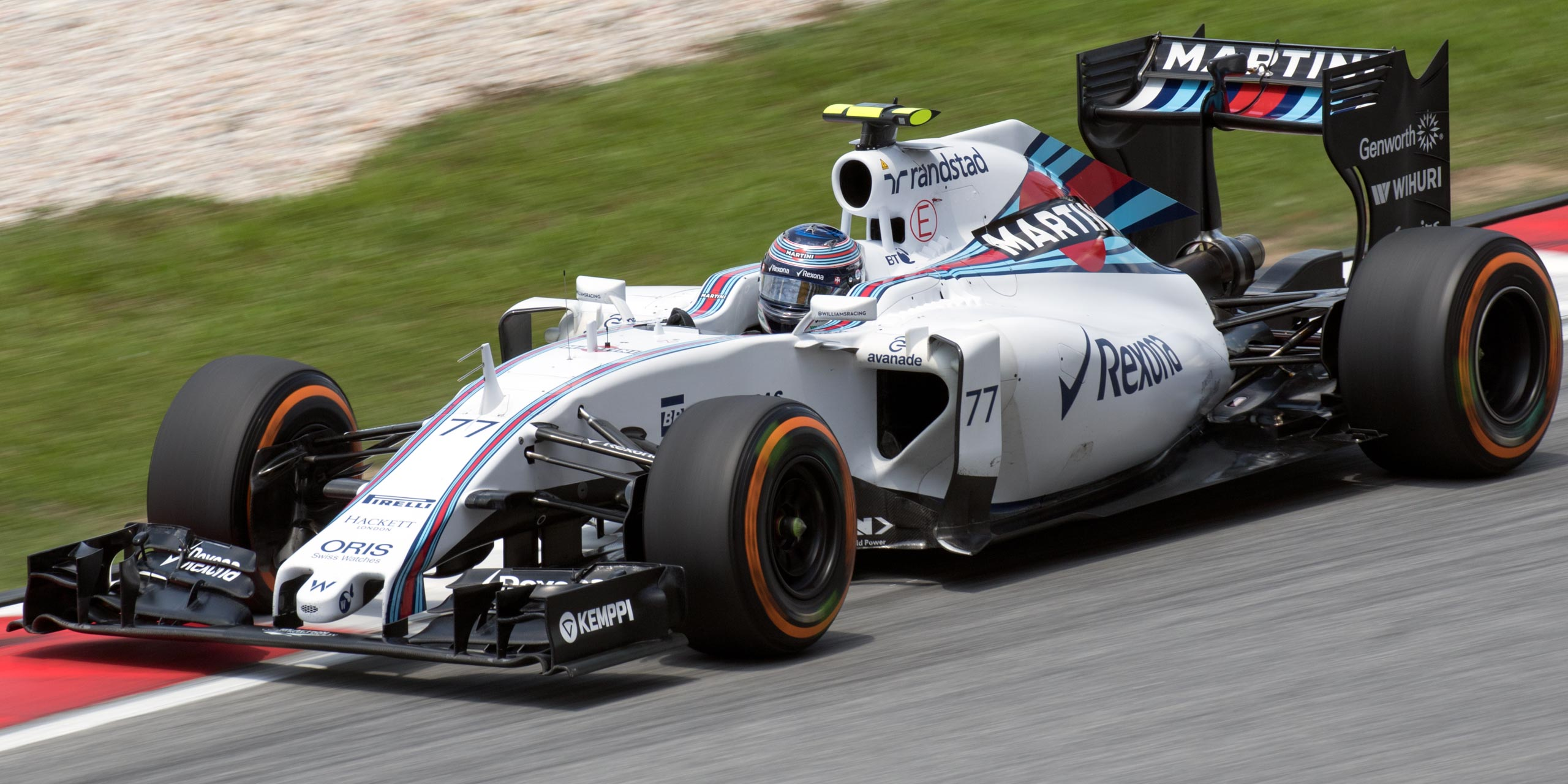
Bottas in Malesia nel 2015.

Nel primo Gran Premio della stagione, in Australia, Bottas si qualifica in sesta posizione, infortunandosi però alla schiena durante le qualifiche. In seguito ad un controllo medico il giorno successivo il pilota finlandese non ottiene il permesso di prendere parte alla gara.
Bottas torna al volante della Williams nel successivo Gran Premio della Malesia, tagliando il traguardo in quinta posizione. Giunge a punti anche in Cina, in Bahrein e in Spagna, cogliendo rispettivamente un sesto e due quarti posti.
La serie di piazzamenti a punti si interrompe nel Gran Premio di Monaco, nel quale la Williams si dimostra poco competitiva sia in qualifica sia in gara. Nel successivo Gran Premio del Canada le monoposto britanniche recuperano terreno e Bottas conquista il primo podio stagionale, chiudendo la gara in terza posizione. In Gran Bretagna il pilota finlandese arriva ad occupare la seconda posizione nelle prime fasi di gara, alle spalle del compagno di squadra. Sceso in terza posizione dopo il primo cambio gomme, Bottas perde ulteriormente terreno nella seconda parte di gara, disputata sul bagnato, venendo superato da Nico Rosberg e Sebastian Vettel e chiudendo al quinto posto.
Nel successivo Gran Premio d'Ungheria Bottas è penalizzato da una foratura nelle fasi finali della gara e non fa segnare punti, chiudendo tredicesimo. Anche in Belgio la gara del pilota finlandese è piuttosto movimentata: scattato dalla terza posizione, nelle prime tornate il pilota perde alcune posizioni, retrocedendo ulteriormente a causa di un drive through inflittogli perché al cambio gomme i meccanici avevano erroneamente montato una gomma di mescola diversa dalle altre. Bottas riesce, comunque, a chiudere in zona punti, conquistando il nono posto. Dopo aver fatto segnare punti nelle tre gare seguenti, in Russia il pilota finlandese è costretto al ritiro in seguito a un contatto con Kimi Räikkönen, con il quale si stava contendendo la terza posizione. Dopo la gara i commissari giudicano Räikkönen responsabile per la collisione, penalizzandolo.
Dopo un ritiro per problemi tecnici nel Gran Premio degli Stati Uniti, nel Gran Premio del Messico Bottas conquista il terzo posto, dopo essere uscito indenne da un altro contatto con Räikkönen, costato invece il ritiro al pilota della Ferrari. Bottas chiude la stagione con un quinto posto in Brasile e un arrivo fuori dalla zona punti ad Abu Dhabi, in una gara compromessa da una cattiva partenza e da un contatto con Jenson Button in corsia dei box. Il pilota finlandese conquista il quinto posto nella classifica finale, con 136 punti.

##### 2016

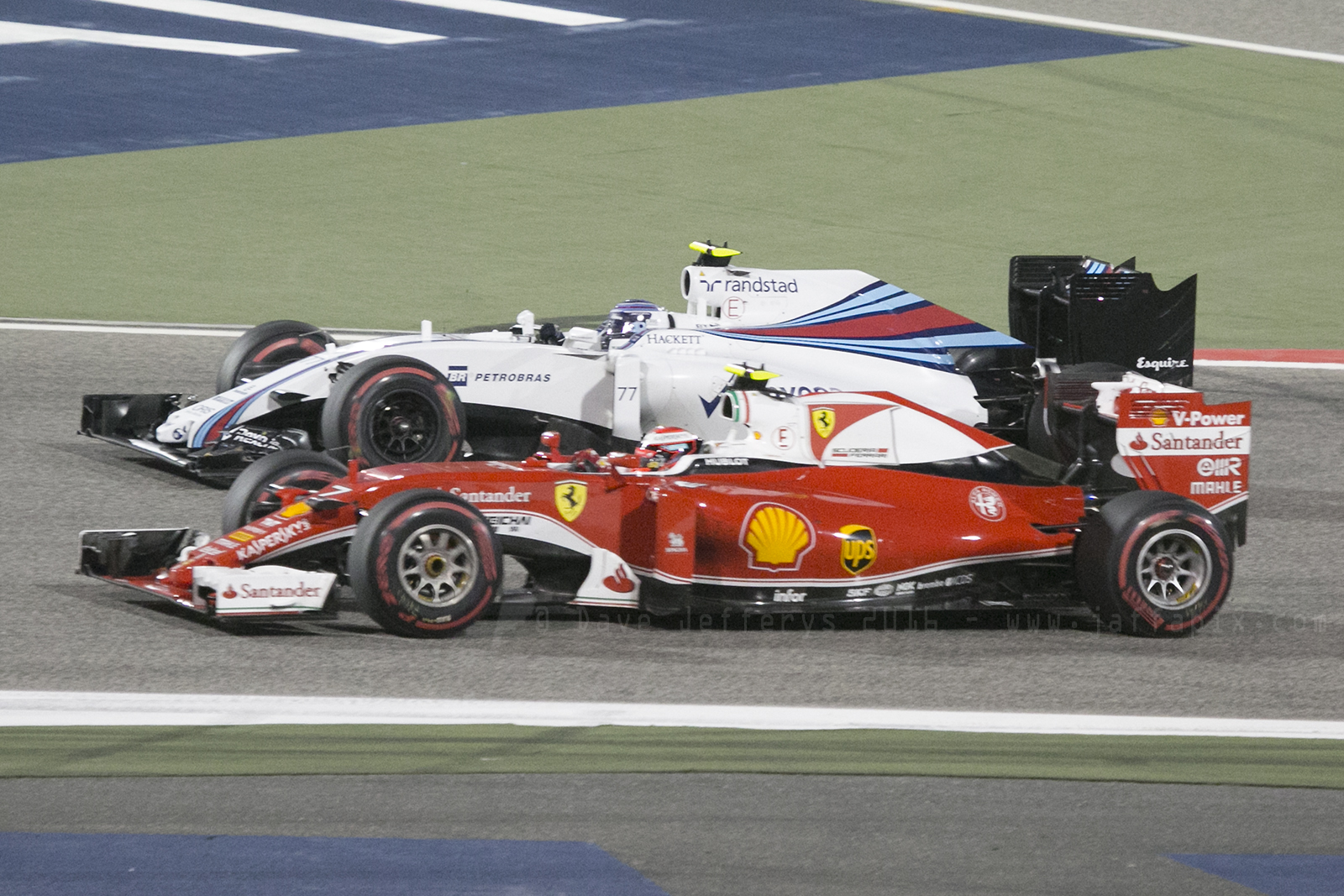
Bottas in lotta con il connazionale Räikkönen in Bahrein nel 2016.

Bottas apre la sua quarta stagione consecutiva in Williams con una serie di cinque piazzamenti a punti, con un quarto posto nel Gran Premio di Russia (dove è partito dalla prima fila al fianco del poleman Nico Rosberg) come miglior risultato. La serie si interrompe nel Gran Premio di Monaco, nel quale il pilota finlandese giunge dodicesimo al traguardo dopo essere scattato dalla decima posizione in griglia di partenza. Nel successivo Gran Premio del Canada Bottas conquista il primo podio stagionale, chiudendo al terzo posto sotto la bandiera a scacchi, alle spalle di Lewis Hamilton e Sebastian Vettel. Nelle gare seguenti il pilota finlandese giunge quasi sempre in zona punti, con un quinto posto nel Gran Premio della Malesia come miglior piazzamento. La minore competitività della monoposto nella seconda fase della stagione gli impedisce, però, di lottare per il podio.
Bottas chiude l'anno in ottava posizione assoluta, con 85 punti.

#### Gli anni in Mercedes (2017-2021)

##### 2017

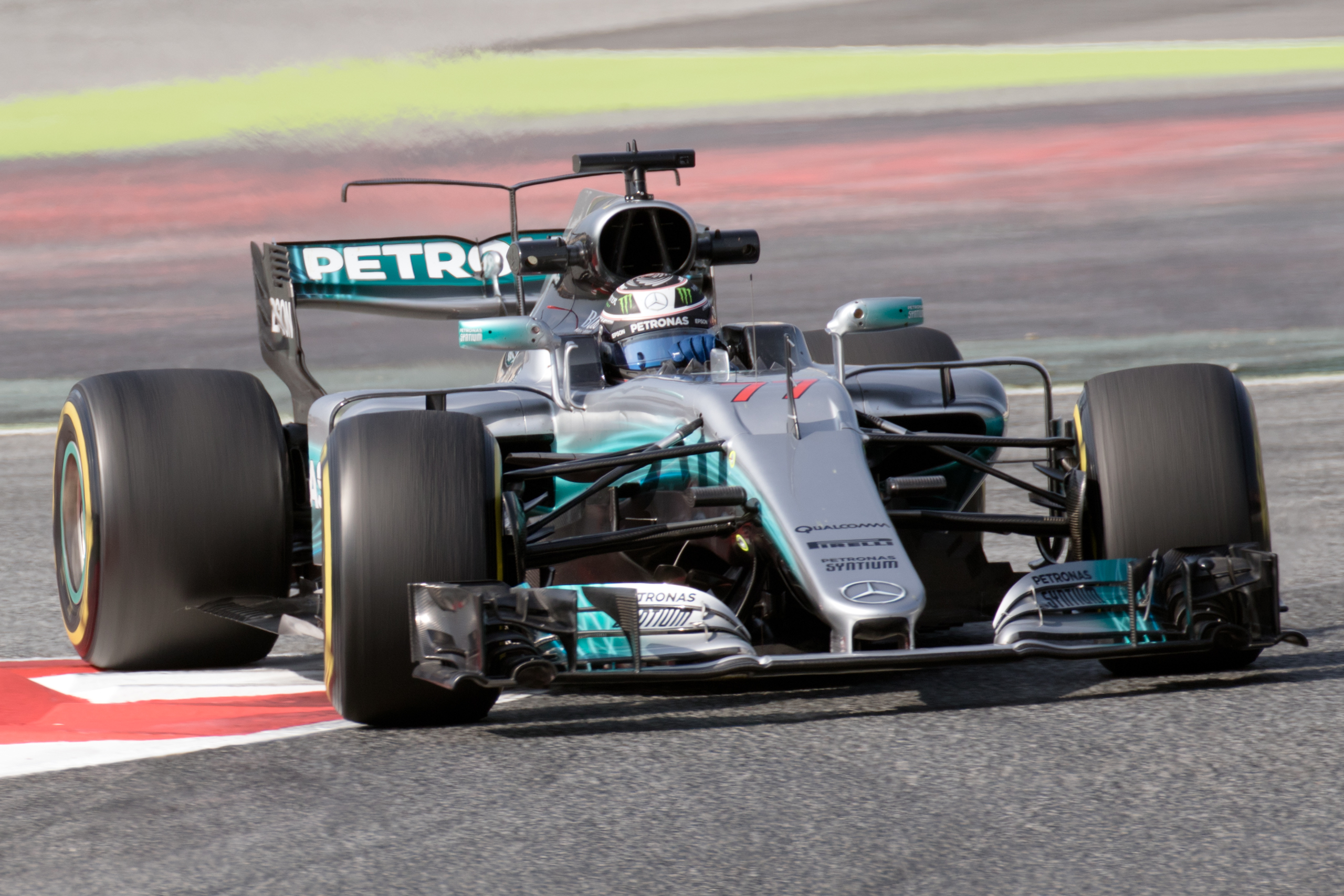
Bottas durante i test 2017.

Il 16 gennaio 2017 Valtteri Bottas viene ufficialmente annunciato come pilota Mercedes per sostituire il ritirato, campione in carica, Nico Rosberg, affiancando il 3 volte campione del mondo Lewis Hamilton.
Nella gara d'apertura, a Melbourne, Bottas parte in seconda fila e conclude la gara al terzo posto, alle spalle di Sebastian Vettel e Hamilton. Nel successivo in Cina, il pilota finlandese, autore di un testacoda, non ripete il risultato, chiudendo in sesta posizione. In Bahrein Bottas ottiene la prima pole position della carriera, battendo di appena 23 millesimi di secondo il suo compagno di squadra. In gara il pilota finlandese conquista un altro terzo posto, preceduto come nella gara inaugurale da Vettel e da Hamilton. Nel Gran Premio di Russia, sul circuito di Soči, conquista la prima vittoria in carriera: il pilota della Mercedes, qualificatosi terzo, supera in partenza le Ferrari di Kimi Räikkönen e Vettel, resistendo poi alla rimonta del pilota tedesco nelle fasi conclusive di gara e precedendolo sul traguardo di appena 6 decimi.
Dopo il ritiro a Barcellona ottiene il quarto posto a Montecarlo e due secondi posto consecutivi a Montréal e Baku. In quest'ultima gara il pilota finlandese, scivolato in ultima posizione dopo un contatto con Räikkönen alla prima curva, si rende protagonista di una rimonta conclusa con il sorpasso sul debuttante Lance Stroll sul rettilineo d'arrivo. Nel seguente Gran Premio d'Austria Bottas conquista la seconda vittoria stagionale, dopo essere scattato dalla pole position.
In seguito ottiene altri due podi, un secondo posto a Silverstone e un terzo posto in Ungheria. Dopo un quinto posto nel Gran Premio del Belgio, Bottas torna a podio a Monza, dove chiuse secondo alle spalle del compagno di squadra. Anche a Singapore Bottas conquista il podio, giungendo terzo anche in virtù del ritiro dei due piloti della Ferrari e di Max Verstappen, che gli partivano davanti, per un incidente alla prima curva.
Per le tre gare successive non riesce a raggiungere il podio che ritrova nel Gran Premio del Messico arrivando secondo. Si ripete subito anche in Brasile chiudendo dietro a Vettel. Nel Gran Premio di chiusura, ad Abu Dhabi, Bottas conquista la terza vittoria in carriera, arricchita da pole position e giro più veloce. Il pilota finlandese chiude la stagione in terza posizione assoluta, con 305 punti.

##### 2018

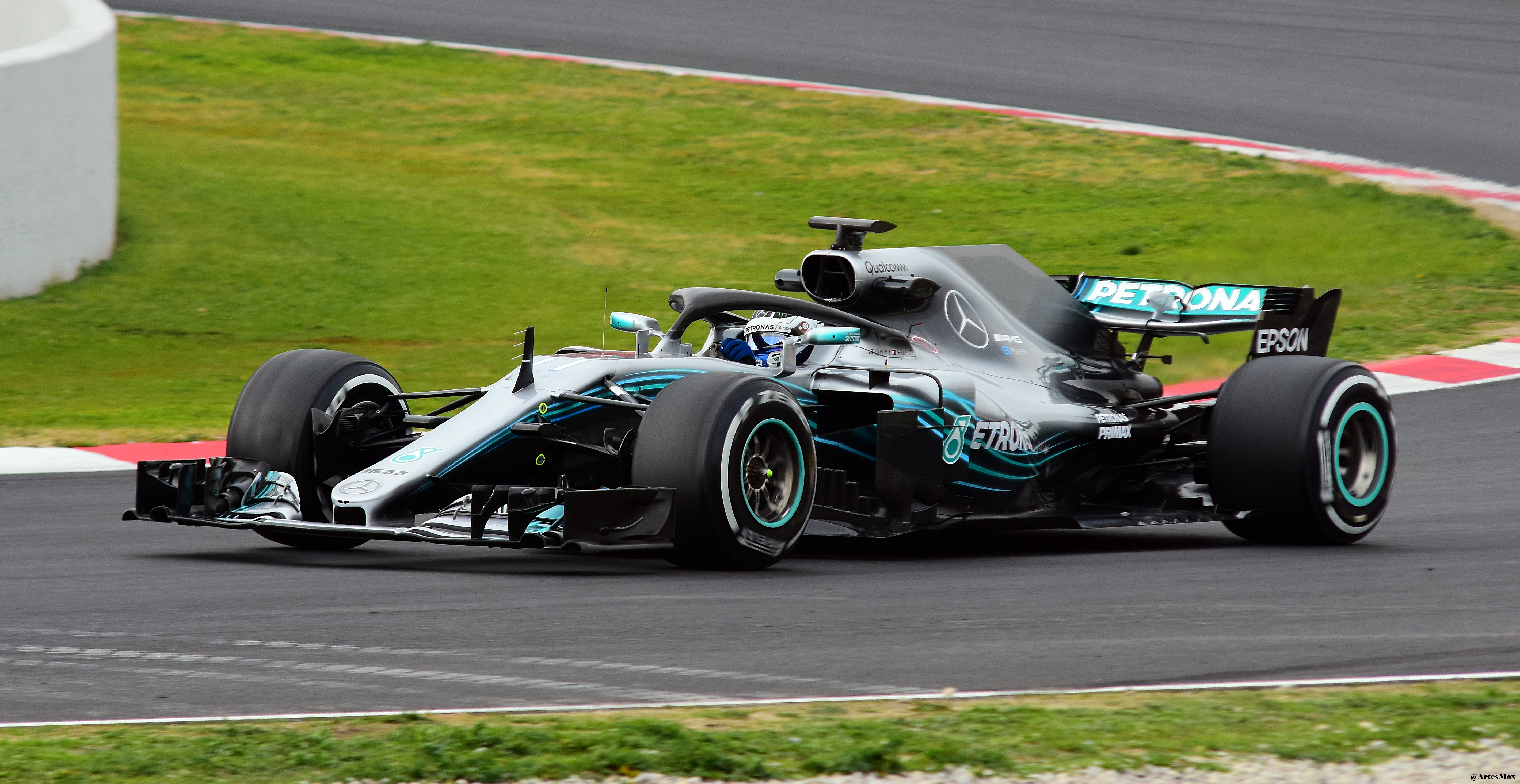
Bottas a bordo della W09.

Confermato dalla Mercedes, Bottas apre il 2018 in maniera negativa: nel Gran Premio d'Australia il pilota finlandese finisce contro le barriere nell'ultima fase delle qualifiche, venendo relegato al quindicesimo posto in griglia di partenza per via anche della sostituzione del cambio resasi necessaria sulla sua Mercedes. In gara Bottas rimonta solo parzialmente, risalendo fino all'ottavo posto finale. Nelle due gare seguente riesce a tornare a podio arrivando secondo. 
Nella gara successiva in Azerbaigian era in testa ma a pochi giri dalle fine subisce una foratura della gomma posteriore destra alla sua Mercedes e scende al quattordicesimo posto.
Nel Gran Premio di Spagna si qualifica secondo dietro il compagno di squadra e termina nella stessa posizione completando la doppietta Mercedes. A Monaco non riesce ad essere competitivo per tutto il weekend e arriva quinto dopo essere partito nella stessa posizione. In Canada Bottas coglie un secondo posto sia in qualifica che in gara, dietro alla Ferrari di Vettel. Due settimane dopo, al Gran Premio di Francia che si tiene sul Circuito Paul Ricard Bottas si qualifica secondo, dietro il compagno Hamilton. In gara è vittima di un incidente con Vettel, che lo costringe ad una sosta per una foratura. Il finlandese, nonostante i danni riportati al fondo della vettura, termina la gara in settima posizione dopo una rimonta.
Nel Gran Premio d'Austria conquista la sua quinta pole position in Formula 1 bissando il risultato del 2017. In partenza il finlandese viene sorpassato da Hamilton, ma dopo soltanto tredici giri è costretto al ritiro per un problema idraulico. Nel Gran Premio di Gran Bretagna termina quarto. Dopo una buona partenza, che lo porta in seconda posizione dietro Vettel, riesce a portarsi al comando dopo l'uscita della safety car, non effettuando il cambio gomme. Nel finale di gara, con gli pneumatici ormai in crisi, viene superato dalle Ferrari e dal compagno di squadra. In Germania si qualifica secondo dietro Vettel e chiude la corsa nella stessa posizione completando la doppietta con il compagno di squadra Hamilton. Nell'ultima gara prima della sosta estiva, in Ungheria, si qualifica in prima fila dietro il compagno sfruttando le condizioni di pista bagnata delle qualifiche. Rimane secondo per gran parte della gara tenendo dietro le Ferrari e Ricciardo, ma termina quinto, dopo un contatto con quest'ultimo per cui riceve una penalità di 10 secondi. A Spa corre una gara in rimonta a causa della sostituzione della Power Unit, e riesce a risalire dal diciassettesimo al quarto posto. A Monza finisce sul podio grazie a una penalità inflitta a Verstappen. Nel Gran Premio di Singapore conclude quarto, senza guadagnare né perdere posizioni rispetto alla griglia di partenza.
Nel Gran Premio di Russia riesce a conquistare la pole position, siglando un tempo inferiore di 145 millesimi rispetto al compagno di scuderia, ma termina la gara in seconda posizione dietro ad Hamilton. Nel post-gara si susseguono polemiche per l'ordine di scuderia che lo relega alle spalle del compagno in lotta per il campionato. In Gran Premio del Giappone chiude la gara al secondo posto resistendo agli attacchi di Verstappen nel finale, mentre nel Gran Premio degli Stati Uniti finisce quinto, sorpassato da Vettel nel finale di gara. Bottas chiude la stagione al quinto posto in classifica piloti.

##### 2019

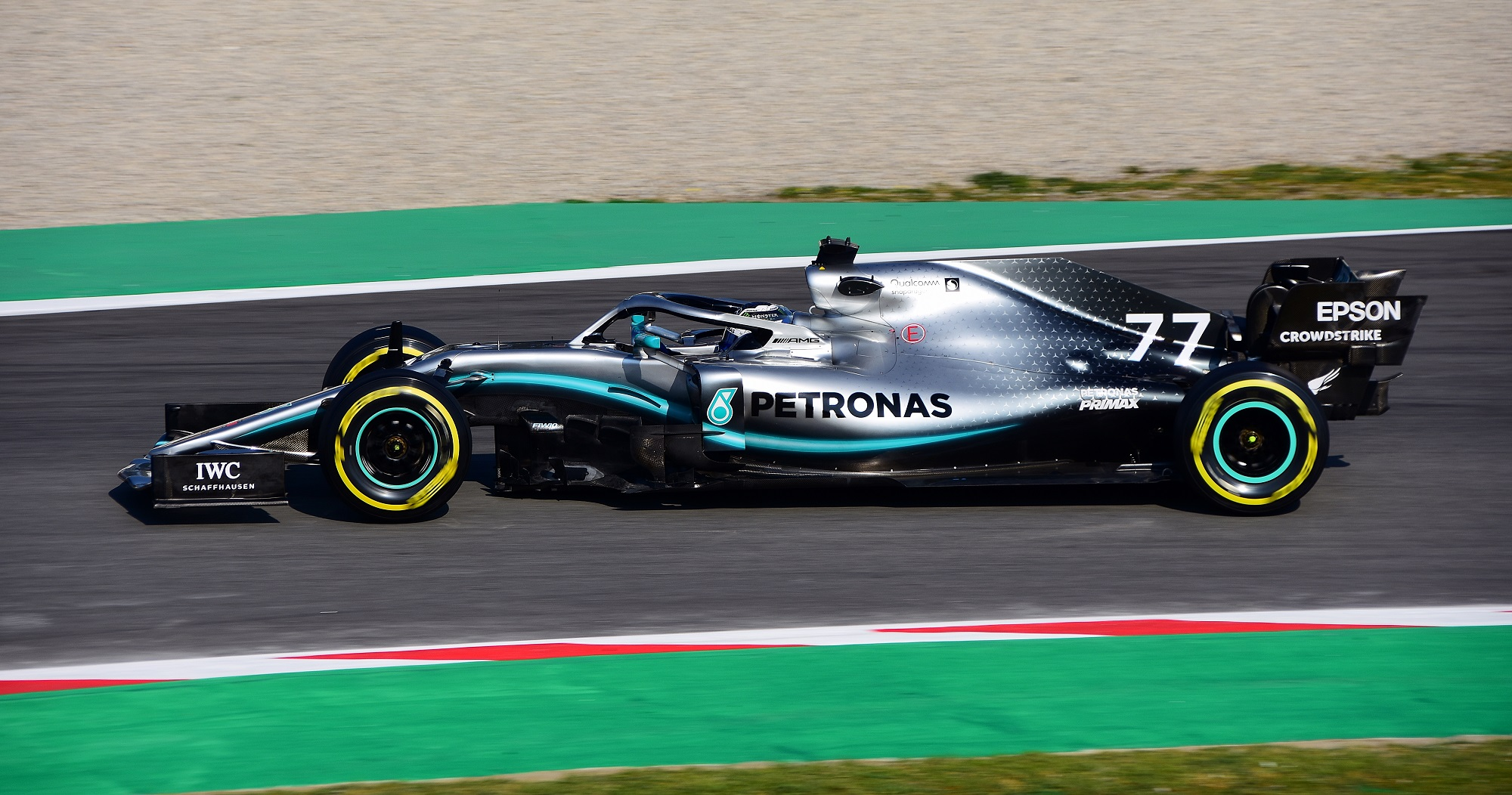
Bottas sulla W10.

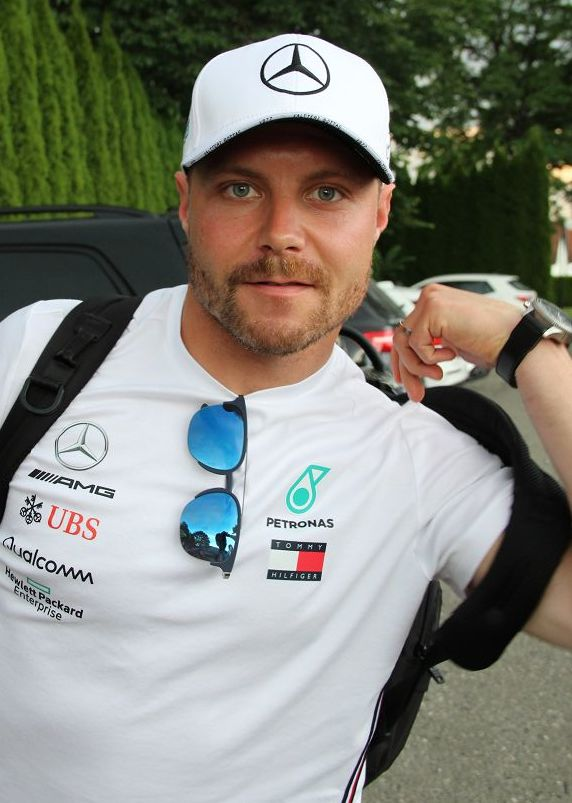
Valtteri Bottas al 2019.

La stagione di Bottas comincia con la vittoria del Gran Premio d'Australia, dominato dal primo all'ultimo giro, a seguito del sorpasso effettuato su Hamilton in partenza. Con la conquista del giro veloce, inoltre, diventa il primo pilota ad usufruire del punto aggiuntivo introdotto a partire da questa stagione, ottenendo 26 punti totali. Nel weekend del Gran Premio del Bahrein non riesce a battere Hamilton, qualificandosi in quarta posizione dietro al compagno, qualificatosi in terza; lo sorpassa nei primi giri guadagnando anche la seconda posizione, ma in seguito commette un errore e torna alle sue spalle. A fine gara finisce al secondo posto grazie a un guasto alla power unit di Charles Leclerc, che era avviato a vincere la gara.
Nelle settimane seguenti Bottas riesce ad ottenere ben tre pole consecutive a Shanghai, Baku e Barcellona, battendo il compagno in qualifica. Nonostante questi risultati, riesce a conquistare il gradino più alto del podio solamente nel Gran Premio d'Azerbaigian (tornando in testa al campionato per solo 1 punto) e arriva secondo dietro il compagno di squadra negli altri due Gran Premi, in cui Hamilton riesce a superarlo alla partenza. A Monte Carlo si qualifica secondo, con un deficit di soli 86 millesimi da Hamilton. Inizia la gara tenendo la seconda posizione, ma nei box subisce un contatto con la monoposto di Verstappen, che stava tentando di superarlo dopo un pit stop effettuato in contemporanea. Bottas a seguito dell'incidente è costretto ad effettuare un altro pit stop per evitare la foratura di una gomma, e riesce a tornare in pista in quarta posizione. Finirà comunque sul podio sul terzo gradino grazie alla penalità di 5 secondi inflitta a Verstappen.
Nel Gran Premio del Canada, durante la fase finale delle qualifiche riesce a posizionarsi in griglia solo sesto, a causa di un bloccaggio nell'ultimo giro lanciato. In gara, dopo una battaglia durata qualche giro, sorpassa la Renault di Ricciardo; verso la fine effettua un pit stop per le gomme nuove e riesce a conquistare il giro più veloce. Finisce la gara in quarta posizione, per la prima volta fuori dal podio nel 2019, mentre Hamilton vince la corsa. Anche nel Gran Premio di Francia il finlandese viene battuto dal pilota britannico, che a questo punto ha un vantaggio di 36 punti su Bottas nella classifica piloti.
Nel Gran Premio d'Austria si piazza in terza posizione, con Hamilton al quinto posto. A Silverstone Bottas conquista la pole battendo il tempo del suo compagno di squadra con un vantaggio di soli 6 millisecondi. Durante i primi giri della gara riesce a difendere il primo posto dagli attacchi di Hamilton, ma il suo compagno di squadra, approfittando della safety car per fare un pit stop, conquista la vittoria.
Ad Hockenheim il pilota finlandese resiste durante prime fasi del Gran Premio, caratterizzate da numerosi incidenti dovuti alla pioggia. Durante il giro 56 però, mentre la pista si sta asciugando, Bottas esce di pista alla prima curva e sbatte contro le barriere. Il suo ritiro dalla gara fa sfumare le possibilità di ottenere un podio che gli avrebbe permesso di restringere il vantaggio di Hamilton nel campionato, dato che la gara del pilota britannico era già stata fortemente compromessa. In Ungheria batte Hamilton in qualifica portandosi in prima fila al fianco di Verstappen, ma durante il primo giro della corsa l'ala anteriore della sua monoposto viene danneggiata a causa di un contatto con Leclerc. Finirà l'ultima gara prima della pausa estiva in ottava posizione, per poi venire riconfermato come pilota della Mercedes anche per il 2020.
A Spa-Francorchamps finisce sul podio in terza posizione dietro Hamilton e Leclerc; mentre a Monza, grazie ad un brillante overcut, riesce a superare il compagno di squadra per ottenere la seconda posizione e lanciarsi all'inseguimento di Leclerc, senza però ottenere successo. Dopo una gara anonima a Singapore, torna sul podio in Russia grazie a una buona strategia con i pit stop e grazie al ritiro di Vettel.
In Giappone parte terzo, ma grazie alla falsa partenza di Vettel e all'incidente tra Leclerc e Verstappen, si ritrova presto al comando, che riesce a mantenere fino alla fine della corsa conquistando la sesta vittoria in carriera. Nel Gran Premio del Messico conquista un terzo posto che gli permette di rimanere matematicamente ancora in gara per il titolo mondiale piloti per un solo punto. Al Circuito delle Americhe domina il weekend con pole position e la settima vittoria in carriera, ottenuta tramite un'aggressiva strategia a due soste, che però non gli permette di rimanere in gara per il titolo mondiale. Il secondo posto di Hamilton infatti lo conferma campione con due gare di anticipo. Dopo uno sfortunato ritiro in Brasile dovuto a un guasto al motore, ottiene un quarto posto ad Abu Dhabi partendo dalla ultima posizione, e chiude così il mondiale in seconda posizione, il suo miglior risultato in carriera.

##### 2020

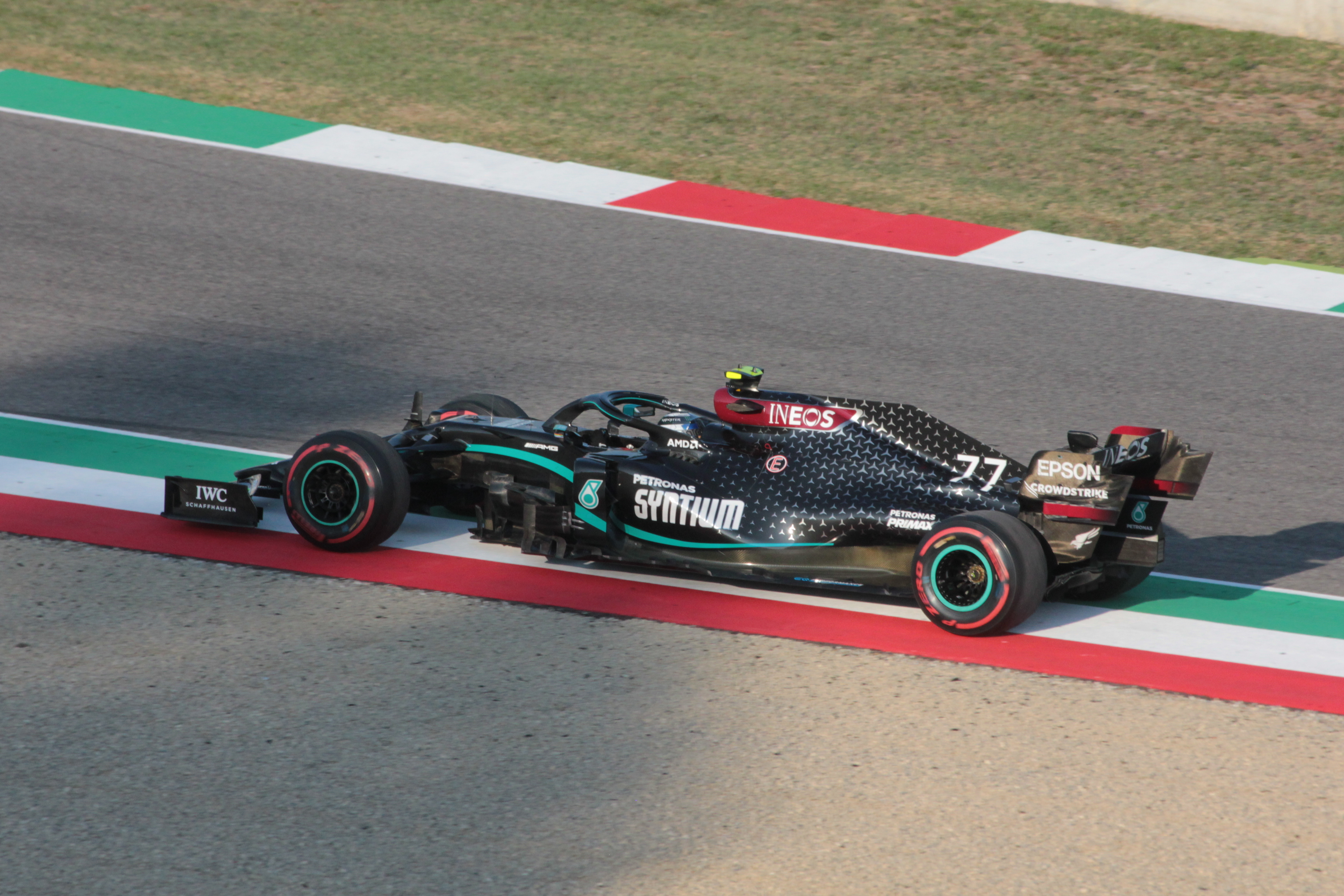
Bottas alla guida della sua Mercedes F1 W11 al termine del Gran Premio della Toscana.

Dopo un'attesa di 217 giorni dall'ultima gara, a causa della sospensione del campionato a causa della pandemia COVID-19, si ritorna a correre nel Gran Premio d'Austria dove Bottas riesce a ottenere pole position e vittoria, in una gara caotica che vede molti ritiri, ma che il finlandese percorre in testa dal primo all'ultimo giro. Sullo stesso tracciato, la settimana successiva, nel Gran Premio di Stiria, non riesce a replicare il risultato, in una qualifica bagnata ottiene un quarto posto, mentre in gara si piazza in seconda posizione dietro al compagno di squadra. In Ungheria scatta male dalla prima fila in partenza e in una gara completamente in salita, rimonta dal settimo al terzo posto, finendo dietro a Verstappen e al compagno di squadra, che con la seconda vittoria consecutiva strappa a Valtteri la testa del campionato.
Il 6 agosto comunica attraverso i propri canali social di aver rinnovato, per un altro anno, il suo contratto con la Mercedes.
Nel Gran Premio di Gran Bretagna il finlandese mantiene la seconda posizione per tutta la gara fino a quando, al quarantanovesimo giro, subisce una foratura all'anteriore sinistra e finisce fuori dai punti. La settimana successiva sullo stesso tracciato, parte dalla pole position ma conclude terzo dietro a Verstappen e Hamilton a causa di una peggiore strategia con le gomme. Dopo due podi in Spagna e Belgio, segue una scarsa performance a Monza, dove, dopo una brutta partenza, conclude in quinta posizione dopo essere rimasto bloccato dietro altre vetture per tutta la gara.
Torna sul podio nel Gran Premio della Toscana, e riassapora la vittoria in Russia, dopo essere partito terzo. In Germania si ritira a causa di un problema alla power unit, mentre in Portogallo e in Emilia-Romagna conquista due secondi posti. In Turchia ha la sua peggior performance della stagione. Chiude la gara ampiamente fuori dalla zona punti in seguito di una gara anonima con vari errori e testacoda, anche a causa delle condizioni atmosferiche. Dopo questa gara è matematicamente fuori dalla lotta per il mondiale, vinto quindi ancora una volta dal compagno di squadra Hamilton.
In Bahrein, dopo una foratura nei primi giri, chiude all'ottavo posto. La settimana successiva, nel Gran Premio di Sakhir, viene affiancato da George Russell in Mercedes, poiché Hamilton risulta positivo al test per il SARS-CoV-2. Parte dalla pole position, ma viene subito incalzato da Russell alla prima curva, che gli strappa la testa della gara. Le posizioni rimangono congelate per gran parte della gara, fino a quando la Williams di Jack Aitken, sostituto di Russell per questo weekend nel team inglese, provoca una safety car, e causa indirettamente il rientro ai box delle due Mercedes. A causa di molteplici errori ai box da parte della squadra, sia Bottas che il compagno si ritrovano nelle retrovie, perdendo così una doppietta praticamente garantita e concludendo rispettivamente all'ottavo e al nono posto. Ad Abu Dhabi finisce secondo dietro Verstappen e davanti ad Hamilton, ritornato a correre dopo una settimana di pausa. Con questo risultato conclude il campionato in seconda posizione per il secondo anno consecutivo.

##### 2021

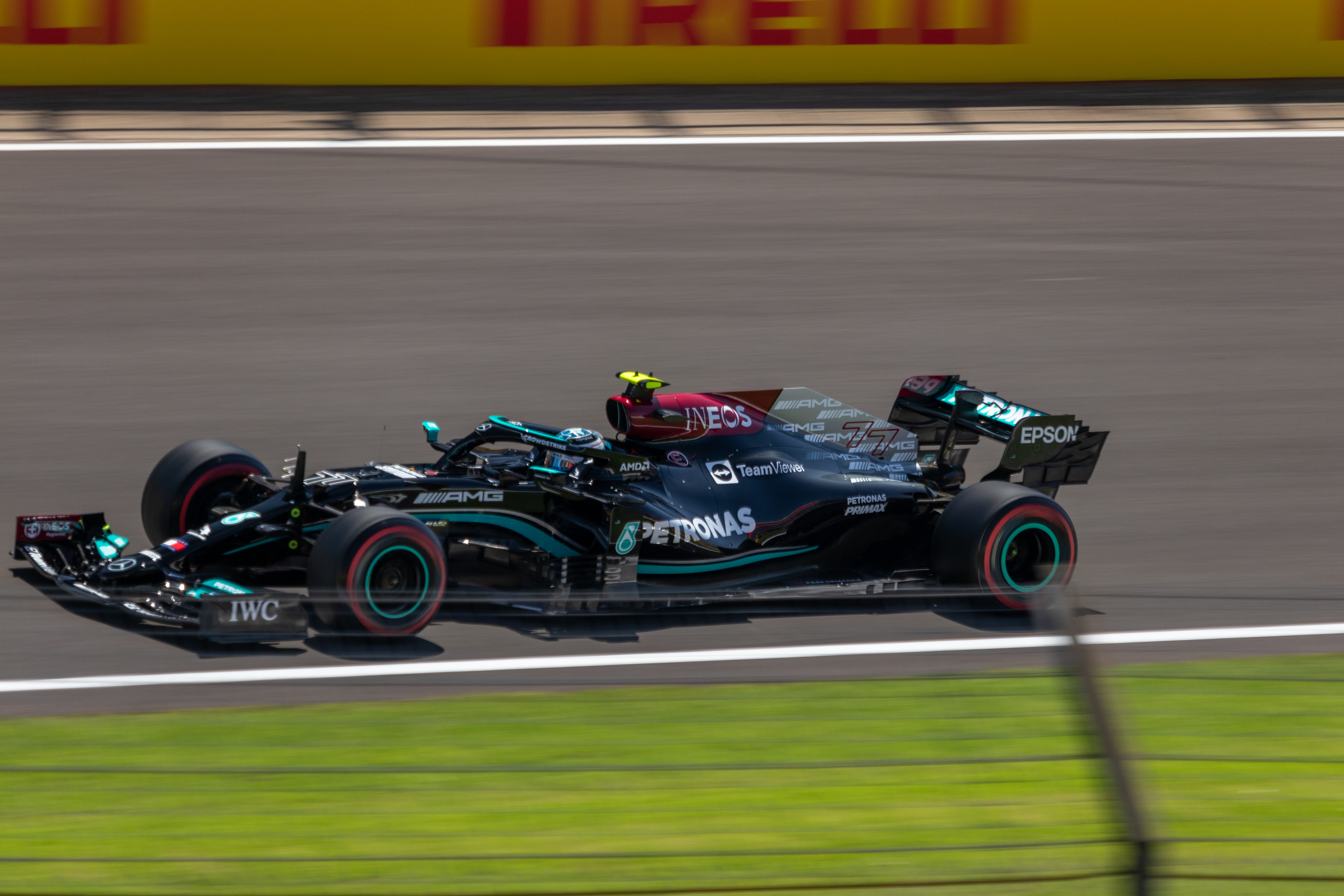
Bottas durante il Gran Premio di Gran Bretagna 2021.

Nel 2021 Bottas continua a correre per la Mercedes, finendo tre volte terzo nelle prime quattro gare, mentre nel Gran Premio dell'Emilia-Romagna è coinvolto in un incidente con George Russell. Nel Gran Premio di Monaco, Bottas ha un problema durante il pit stop, la gomma anteriore sinistra non si toglie ed è costretto al ritiro dopo essere stato al secondo posto fino a quel momento. In Azerbaigian Bottas conclude una delle sue peggiori gare da quando è in Mercedes arrivando solo dodicesimo, mentre in Francia non riesce a tornare a podio concludendo quarto dopo essere stato superato da Sergio Pérez nelle battute finali della gara. Bottas torna a podio nel Gran Premio di Stiria, con un altro terzo posto. Nel successivo Gran Premio d'Austria, il pilota finnico ottiene il secondo posto. In Ungheria provoca un incidente alla partenza causando il ritiro di Lando Norris e Pérez.
Dopo il Gran Premio d'Olanda viene ufficializzato il passaggio di Bottas in Alfa Romeo a partire dalla stagione 2022. Al Gran Premio d'Italia Bottas vince per la prima volta in carriera una Qualifica Sprint. Costretto a partire dal fondo della griglia per la sostituzione della power unit, in gara rimonta fino alla terza posizione finale. Partito diciassettesimo nel successivo Gran Premio di Russia, il finlandese sfrutta la pioggia nei giri finali per concludere quinto. Torna a vincere dopo oltre un anno al Gran Premio di Turchia facendo siglare un hat trick. Nel Gran Premio di Città del Messico ottiene la terza pole position stagionale, venendo premiato da Jackie Stewart con il trofeo Fangio Award. In gara è coinvolto in un incidente alla prima curva con Daniel Ricciardo, perdendo il controllo della propria vettura, e conclude 15º. Nel successivo Gran Premio di San Paolo 2021 vince la Sprint Qualifying, ottenendo la quarta pole position stagionale, mentre in Qatar, dopo una brutta partenza, è costretto al ritiro da una foratura. Arriva terzo nel Gran Premio d'Arabia Saudita, grazie ad un sorpasso su Esteban Ocon all'ultimo giro. Bottas conclude la sua esperienza in Mercedes con un sesto posto al Gran Premio di Abu Dhabi. Il martedì successivo debutta con l'Alfa Romeo in occasione dei test post-stagionali ad Abu Dhabi, dove conduce i test per le gomme della stagione 2022 a bordo di una versione modificata dell'Alfa Romeo Racing C38.

#### Alfa Romeo/Sauber (2022-2024)

##### 2022

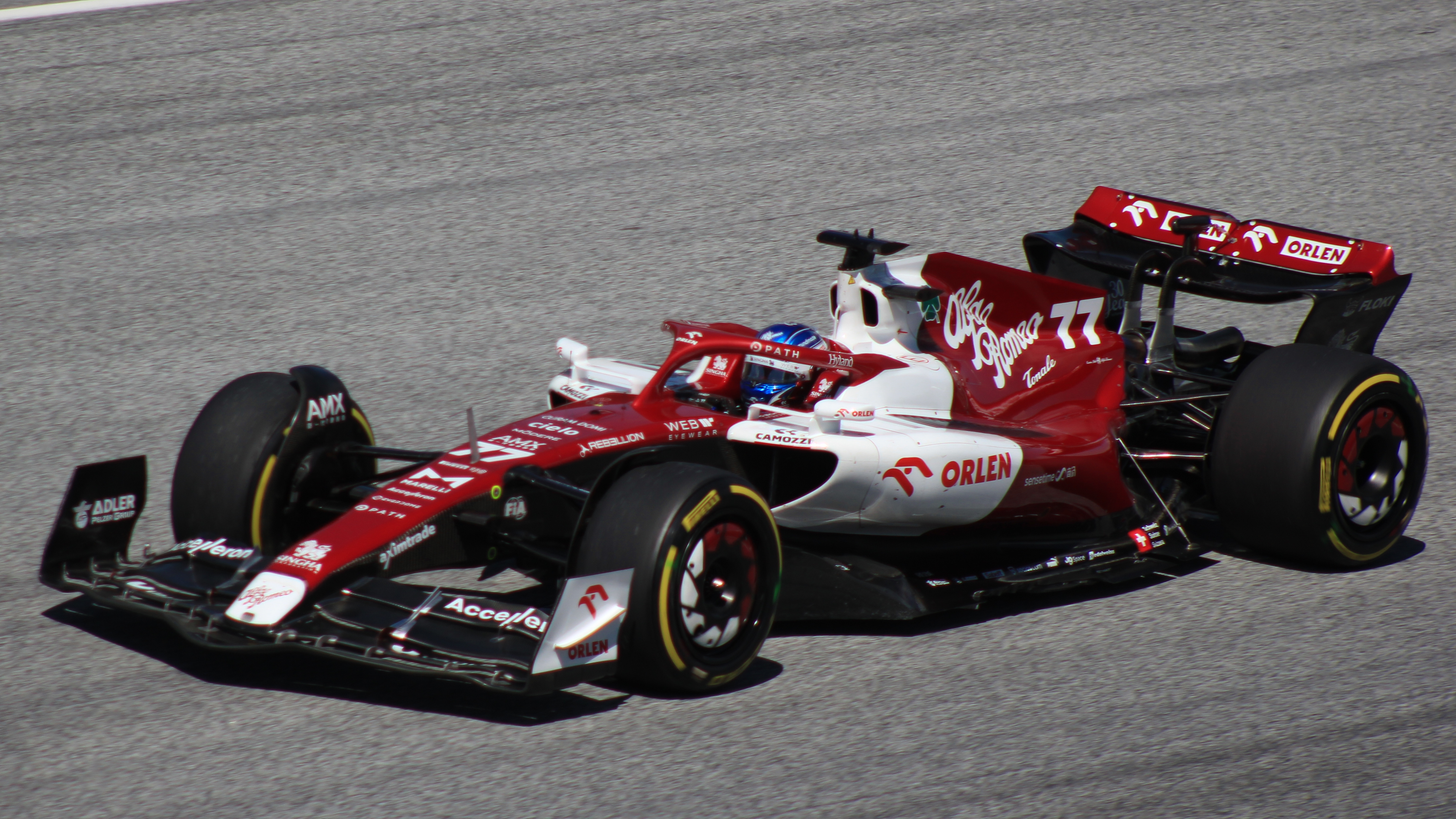
Bottas alla guida della Alfa Romeo C42 nel 2022.

All’inizio della stagione 2022 l'Alfa Romeo si dimostra molto più competitiva della stagione precedente, permettendo a Bottas di raggiungere subito la zona punti grazie ad un sesto posto in Bahrein. Dopo il ritiro per problemi tecnici nel Gran Premio d'Arabia Saudita chiude a punti nelle successive cinque gare, ottavo in Australia, quinto nel Gran Premio dell'Emilia-Romagna a Imola(suo miglior risultato in stagione), settimo a Miami, sesto in Spagna dietro al suo vecchio compagno di team Lewis Hamilton e nono nello storico Gran Premio di Monaco. La sequenza di ottimi risultati si conclude con undicesimo posto nel Gran Premio d'Azerbaigian, ma già dal GP seguente in Canada torna a punti arrivando settimo. 
Nel Gran Premio di Gran Bretagna è costretto al ritiro per un problema alla vettura, mentre nelle tre gare successive non riesce ad ottenere ulteriori piazzamenti a punti. Successivamente si ritira nel Gran Premio del Belgio e nel Gran Premio seguente in Olanda. La sua striscia negativa continua, al Gran Premio degli Stati Uniti d'America sono dieci Gran premi senza punti, ma nelle qualifiche di Città del Messico ottiene un ottimo sesto posto. In gara perde alcune posizioni, riuscendo tuttavia ad ottenere un punto arrivando decimo. Andrà a punti anche nella gara successiva in Brasile, arrivando nono, per poi concludere fuori dai punti l'ultima gara ad Abu Dhabi, concludendo la stagione con 49 punti al 10º posto in classifica.

##### 2023
Riconfermato anche per la stagione 2023, Bottas ottiene i primi punti nel Gran Premio inaugurale in Bahrein, chiudendo all'ottavo posto. Le gare successive sono più difficili per Bottas, che pur giungendo sempre al traguardo non riesce a piazzarsi in zona punti; il pilota finlandese conquista risultati utili solo nei Gran Premi del Canada e d'Italia, nei quali giunge decimo. Dopo due ritiri consecutivi a Singapore e Suzuka, in Qatar Bottas bissa il proprio miglior risultato stagionale, tagliando il traguardo all'ottavo posto. Questo resta l'ultimo piazzamento a punti stagionale: a Las Vegas Bottas scatta dalla settima posizione in griglia, ma viene coinvolto in un contatto nelle fasi iniziali di gara e taglia il traguardo solo in diciassettesima posizione. Bottas chiude la stagione al quindicesimo posto assoluto, con 10 punti.

##### 2024
Viene riconfermato anche per la stagione 2024, l'ultima per lui nel team elvetico, nel frattempo riappropriatosi della denominazione originaria "Sauber". Ma il campionato per lui è molto negativo, complice la scarsa competitività della vettura. Chiude al ventiduesimo posto assoluto con 0 punti conquistati, e un'undicesima posizione in Qatar come miglior risultato stagionale.

#### Terzo pilota in Mercedes e McLaren (2025-presente)
2025
Bottas non viene rinnovato dalla Sauber e per la stagione 2025 torna alla Mercedes in qualità di terzo pilota, stesso ruolo che ricopre anche alla McLaren.

### Rally e altre corse
Nel gennaio 2019, Bottas ha preso parte al Rally Artico, conquistando una vittoria di tappa e finendo quinto assoluto. Nel dicembre dello stesso anno ha vinto il Rallycircuit Cote d'Azur corso al Paul Ricard. Nel 2020, Bottas ha partecipato nuovamente all'Arctic Lapland Rally, dove ha corso con una Citroën DS3 WRC e si è classificato nono. In seguito ha partecipato a un test Extreme E nell'ottobre 2020, insieme a Jean-Éric Vergne e Sébastien Loeb. Nel gennaio 2021, Bottas ha gareggiato nel suo terzo Arctic Lapland Rally, ottenendo un podio nella propria classe e sesto in assoluto.
Nel 2021 Bottas doveva partecipa alla Race of Champions per la Finlandia con il connazionale due volte campione del mondo di Formula 1 Mika Häkkinen, ma a causa della Pandemia di COVID-19, la corsa viene cancellata. Due anni più tardi Bottas prende parte all'edizione 2023, sempre in coppia con Häkkinen.

## Risultati

### Risultati GP3 Series
(legenda) (Le gare in grassetto indicano la pole position) (Gare in corsivo indicano Gpv)
| Anno    | Team      | 1   | 2   | 3   | 4   | 5   | 6   | 7   | 8   | 9   | 10  | 11  | 12  | 13  | 14  | 15  | 16  | Punti | Pos. |
| ------- | --------- | --- | --- | --- | --- | --- | --- | --- | --- | --- | --- | --- | --- | --- | --- | --- | --- | ----- | ---- |
| 2011    | Lotus ART | TUR | TUR | ESP | ESP | VAL | VAL | GBR | GBR | GER | GER | HUN | HUN | BEL | BEL | ITA | ITA | 62    | 1º   |
| 2011    | Lotus ART | 4   | 8   | 10  | 7   | 7   | 3   | 15  | 12  | 3   | 1   | 1   | 2   | 1   | 19  | 1   | 17  | 62    | 1º   |
| Legenda |           |     |     |     |     |     |     |     |     |     |     |     |     |     |     |     |     |       |      |

### Risultati in Formula 1
| 2013 | Scuderia | Vettura |    |    |    |    |    |    |    |    |    |     |    |    |    |    |    |    |    |   |     |  |  |  |  |  | Punti | Pos. |
| ---- | -------- | ------- | -- | -- | -- | -- | -- | -- | -- | -- | -- | --- | -- | -- | -- | -- | -- | -- | -- | - | --- |  |  |  |  |  | ----- | ---- |
| 2013 | Williams | FW35    | 14 | 11 | 13 | 14 | 16 | 12 | 14 | 12 | 16 | Rit | 15 | 15 | 13 | 12 | 17 | 16 | 15 | 8 | Rit |  |  |  |  |  | 4     | 17º  |

| 2014 | Scuderia | Vettura |   |   |   |   |   |     |   |   |   |   |   |   |   |    |   |   |   |    |   |  |  |  |  |  | Punti | Pos. |
| ---- | -------- | ------- | - | - | - | - | - | --- | - | - | - | - | - | - | - | -- | - | - | - | -- | - |  |  |  |  |  | ----- | ---- |
| 2014 | Williams | FW36    | 5 | 8 | 8 | 7 | 5 | Rit | 7 | 3 | 2 | 2 | 8 | 3 | 4 | 11 | 6 | 3 | 5 | 10 | 3 |  |  |  |  |  | 186   | 4º   |

| 2015 | Scuderia | Vettura |    |   |   |   |   |    |   |   |   |    |   |   |   |   |     |     |   |   |    |  |  |  |  |  | Punti | Pos. |
| ---- | -------- | ------- | -- | - | - | - | - | -- | - | - | - | -- | - | - | - | - | --- | --- | - | - | -- |  |  |  |  |  | ----- | ---- |
| 2015 | Williams | FW37    | NP | 5 | 6 | 4 | 4 | 14 | 3 | 5 | 5 | 13 | 9 | 4 | 5 | 5 | 12* | Rit | 3 | 5 | 13 |  |  |  |  |  | 136   | 5º   |

| 2016 | Scuderia | Vettura |   |   |    |   |   |    |   |   |   |    |   |   |   |   |     |   |    |    |   |    |     |  |  |  | Punti | Pos. |
| ---- | -------- | ------- | - | - | -- | - | - | -- | - | - | - | -- | - | - | - | - | --- | - | -- | -- | - | -- | --- |  |  |  | ----- | ---- |
| 2016 | Williams | FW38    | 8 | 9 | 10 | 4 | 5 | 12 | 3 | 6 | 9 | 14 | 9 | 9 | 8 | 6 | Rit | 5 | 10 | 16 | 8 | 11 | Rit |  |  |  | 85    | 8º   |

| 2017 | Scuderia | Vettura |   |   |   |   |     |   |   |   |   |   |   |   |   |   |   |   |   |   |   |   |  |  |  |  | Punti | Pos. |
| ---- | -------- | ------- | - | - | - | - | --- | - | - | - | - | - | - | - | - | - | - | - | - | - | - | - |  |  |  |  | ----- | ---- |
| 2017 | Mercedes | F1 W08  | 3 | 6 | 3 | 1 | Rit | 4 | 2 | 2 | 1 | 2 | 3 | 5 | 2 | 3 | 5 | 4 | 5 | 2 | 2 | 1 |  |  |  |  | 305   | 3º   |

| 2018 | Scuderia | Vettura |   |   |   |     |   |   |   |   |     |   |   |   |   |   |   |   |   |   |   |   |   |  |  |  | Punti | Pos. |
| ---- | -------- | ------- | - | - | - | --- | - | - | - | - | --- | - | - | - | - | - | - | - | - | - | - | - | - |  |  |  | ----- | ---- |
| 2018 | Mercedes | F1 W09  | 8 | 2 | 2 | 14* | 2 | 5 | 2 | 7 | Rit | 4 | 2 | 5 | 4 | 3 | 4 | 2 | 2 | 5 | 5 | 5 | 5 |  |  |  | 247   | 5º   |

| 2019 | Scuderia | Vettura |   |   |   |   |   |   |   |   |   |   |     |   |   |   |   |   |   |   |   |     |   |  |  |  | Punti | Pos. |
| ---- | -------- | ------- | - | - | - | - | - | - | - | - | - | - | --- | - | - | - | - | - | - | - | - | --- | - |  |  |  | ----- | ---- |
| 2019 | Mercedes | F1 W10  | 1 | 2 | 2 | 1 | 2 | 3 | 4 | 2 | 3 | 2 | Rit | 8 | 3 | 2 | 5 | 2 | 1 | 3 | 1 | Rit | 4 |  |  |  | 326   | 2º   |

| 2020 | Scuderia | Vettura |   |   |   |    |   |   |   |   |   |   |     |   |   |    |   |   |   |  |  |  |  |  |  |  | Punti | Pos. |
| ---- | -------- | ------- | - | - | - | -- | - | - | - | - | - | - | --- | - | - | -- | - | - | - |  |  |  |  |  |  |  | ----- | ---- |
| 2020 | Mercedes | F1 W11  | 1 | 2 | 3 | 11 | 3 | 3 | 2 | 5 | 2 | 1 | Rit | 2 | 2 | 14 | 8 | 8 | 2 |  |  |  |  |  |  |  | 223   | 2º   |

| 2021 | Scuderia | Vettura |   |     |   |   |     |    |   |   |   |   |     |    |   |    |   |   |   |    |    |     |   |   |  |  | Punti | Pos. |
| ---- | -------- | ------- | - | --- | - | - | --- | -- | - | - | - | - | --- | -- | - | -- | - | - | - | -- | -- | --- | - | - |  |  | ----- | ---- |
| 2021 | Mercedes | F1 W12  | 3 | Rit | 3 | 3 | Rit | 12 | 4 | 3 | 2 | 3 | Rit | 12 | 3 | 31 | 5 | 1 | 6 | 15 | 31 | Rit | 3 | 6 |  |  | 226   | 3º   |

| 2022 | Scuderia   | Vettura |   |     |   |    |   |   |   |    |   |     |    |    |     |     |     |    |    |    |     |    |   |    |  |  | Punti | Pos. |
| ---- | ---------- | ------- | - | --- | - | -- | - | - | - | -- | - | --- | -- | -- | --- | --- | --- | -- | -- | -- | --- | -- | - | -- |  |  | ----- | ---- |
| 2022 | Alfa Romeo | C42     | 6 | Rit | 8 | 57 | 7 | 6 | 9 | 11 | 7 | Rit | 11 | 14 | 20* | Rit | Rit | 13 | 11 | 15 | Rit | 10 | 9 | 15 |  |  | 49    | 10º  |

| 2023 | Scuderia   | Vettura |   |    |    |    |    |    |    |    |    |    |    |    |    |    |     |     |   |    |    |     |    |    |  |  | Punti | Pos. |
| ---- | ---------- | ------- | - | -- | -- | -- | -- | -- | -- | -- | -- | -- | -- | -- | -- | -- | --- | --- | - | -- | -- | --- | -- | -- |  |  | ----- | ---- |
| 2023 | Alfa Romeo | C43     | 8 | 18 | 11 | 18 | 13 | 11 | 19 | 10 | 15 | 12 | 12 | 12 | 14 | 10 | Rit | Rit | 8 | 12 | 15 | Rit | 17 | 19 |  |  | 10    | 15º  |

| 2024 | Scuderia | Vettura |    |    |    |    |     |    |    |    |    |    |    |    |    |    |    |    |    |    |    |    |    |    |    |     | Punti | Pos. |
| ---- | -------- | ------- | -- | -- | -- | -- | --- | -- | -- | -- | -- | -- | -- | -- | -- | -- | -- | -- | -- | -- | -- | -- | -- | -- | -- | --- | ----- | ---- |
| 2024 | Sauber   | C44     | 19 | 17 | 14 | 14 | Rit | 16 | 18 | 13 | 13 | 16 | 16 | 15 | 16 | 15 | 19 | 16 | 16 | 16 | 17 | 14 | 13 | 18 | 11 | Rit | 0     | 22º  |

| Legenda | 1º posto     | 2º posto | 3º posto    | A punti         | Senza punti/Non class.  | Grassetto – Pole position Corsivo – Giro più veloce Apice – Risultato Sprint (A punti) |
| Legenda | Squalificato | Ritirato | Non partito | Non qualificato | Solo prove/Terzo pilota | Grassetto – Pole position Corsivo – Giro più veloce Apice – Risultato Sprint (A punti) |

* Non ha terminato, ma è stato classificato in quanto aveva completato più del 90% della distanza di gara.